# Баш майсторът на море
„Баш майсторът на море“ е български телевизионен игрален филм (комедия) от 1977 година на режисьора Петър Б. Василев, по сценарий на Атанас Мандаджиев. Музиката във филма е композирана от Атанас Косев.

## Актьорски състав
| В главните роли                     | Изпълнител          |
| ----------------------------------- | ------------------- |
| Рангел Лелин – Баш майстора         | Кирил Господинов    |
| автомонтьорът Алекси Бебов          | Светослав Пеев      |
| Мими                                | Людмила Чешмеджиева |
| Жорето                              | Любомир Фърков      |
| Робеспиер Гълъбов                   | Юрий Яковлев        |
| Пенка „Пепи“ Гълъбова               | Валентина Борисова  |
| Старшина Кръстински                 | Илия Пенев          |
| главният счетоводител               | Георги Попов        |
| Ясен – синът на Гълъбови            | Ясен Василев        |
| Веска, жената на Баш майстора       | Веселина Николаева  |
| приемчикът Карабуйков               | Николай Пашов       |
| бай Вичо                            | Димитър Панов       |
| момичето от камиона                 | Вера Среброва       |
|                                     | Любомир Ценов       |
|                                     | Никола Кръстев      |
|                                     | Христина Сотирова   |
|                                     | Дочка Борисова      |
| шофьорът на камиона                 | Асен Георгиев       |
| пазачът на бостана                  | Димитър Йорданов    |
| "Младоженец" на рецепцията в хотела | Георги Фратев       |

и други

## Сюжет
Баш майсторът заминава на море с жена си и сина си. Пътят им минава край бостан с дини и те напълват багажника с крадени плодове, които впоследствие изхвърлят, тъй като милицията тръгва след тях. Малко по-късно, по стечение на обстоятелствата, те са теглени от камион, превозващ дини, до автосервиз в Бургас, тъй като колата им се поврежда, а е и със смачкана предница след внезапно спиране на камиона. След като разбира, че няма да може да си поправи колата по стандартния начин в сервиза, той се обръща към автотенекеджията Алекси Бебов да му изчука колата на частно. Уговорката е той да му поправи колата, а Баш майсторът да му измаже стаята. Бебов оправя смачканата предница, но не сменя изгорялата гарнитура и Баш Майсторът е принуден да обиколи из страната, докато открие нова. В поредица от хитри надлъгвания накрая и двамата остават без това, за което са се договорили.